# 白叶枯霉素
白叶枯霉素是一种有机化合物，化学式C10H13NO5，可见于委内瑞拉链霉菌（Streptomyces venezuelae）等物种。它可以丙烯酸乙酯为原料经多步反应合成得到。